# Polinomio di Čebyšëv
In matematica, i polinomi di Čebyšëv, normalmente in italiano detti polinomi di Chebyshev secondo la traslitterazione anglosassone sono le componenti di una successione polinomiale che inizia con i seguenti polinomi: 
{\displaystyle T_{0}(x)=1}
{\displaystyle T_{1}(x)=x}
{\displaystyle T_{2}(x)=2x^{2}-1}
{\displaystyle T_{3}(x)=4x^{3}-3x}
{\displaystyle T_{4}(x)=8x^{4}-8x^{2}+1}
{\displaystyle T_{5}(x)=16x^{5}-20x^{3}+5x}
{\displaystyle T_{6}(x)=32x^{6}-48x^{4}+18x^{2}-1}
{\displaystyle T_{7}(x)=64x^{7}-112x^{5}+56x^{3}-7x}
{\displaystyle T_{8}(x)=128x^{8}-256x^{6}+160x^{4}-32x^{2}+1}
{\displaystyle T_{9}(x)=256x^{9}-576x^{7}+432x^{5}-120x^{3}+9x}
Traggono il loro nome dal matematico russo Pafnutij L'vovič Čebyšëv, che li studiò come soluzioni polinomiali della seguente equazione differenziale, anch'essa detta di Čebyšëv:
{\displaystyle (1-x^{2})y''-xy'+n^{2}y=0.}
I polinomi che esaminiamo sono detti anche polinomi di Čebyšëv di prima specie, per distinguerli dai polinomi di un'altra successione polinomiale detti polinomi di Čebyšëv di seconda specie.
Evidentemente i polinomi di Čebyšëv hanno parità definita: i polinomi di grado pari sono funzioni pari della variabile {\displaystyle x}, quelli di grado dispari sono funzioni dispari; questo si accorda con l'invarianza dell'equazione differenziale rispetto alla trasformazione che scambia {\displaystyle x} con {\displaystyle -x}.
Una possibile definizione di questi polinomi è la seguente:
{\displaystyle T_{n}(\cos(\theta )):=\cos(n\theta )\quad {\mbox{per}}\quad n=0,1,2,3,\ldots }
o in forma esplicita
{\displaystyle T_{n}(x):=\sum _{h=0}^{[n/2]}(-1)^{h}{n \choose 2h}x^{n-2h}(1-x^{2})^{h}}
dove con {\displaystyle [n/2]} si intende la parte intera di {\displaystyle n/2}.
Che {\displaystyle \cos(nx)} sia un polinomio di grado {\displaystyle n} in {\displaystyle \cos(x)} può essere visto osservando che {\displaystyle \cos(nx)} è la parte reale di un membro della formula di De Moivre, e la parte reale dell'altro membro è un polinomio in {\displaystyle \cos(x)} e {\displaystyle \sin(x)}, dove tutte le potenze del {\displaystyle \sin(x)} sono pari e rimpiazzabili tramite l'identità {\displaystyle \sin ^{2}(x)=1-\cos ^{2}(x)}.
Il polinomio {\displaystyle T_{n}} ha esattamente {\displaystyle n} radici semplici facenti parte dell'intervallo {\displaystyle [-1,1]} chiamate nodi di Čebyšëv.
Alternativamente i polinomi di Čebyšëv possono essere definiti tramite la relazione di ricorrenza:
{\displaystyle T_{0}(x):=1}
{\displaystyle T_{1}(x):=x}
{\displaystyle T_{n+1}(x):=2xT_{n}(x)-T_{n-1}(x).}
Essi costituiscono una successione di polinomi ortogonali rispetto alla funzione peso {\displaystyle {\frac {1}{\sqrt {1-x^{2}}}}}, sull'intervallo {\displaystyle [-1,1]}, cioè, abbiamo
{\displaystyle \int _{-1}^{1}T_{n}(x)T_{m}(x)\,{\frac {dx}{\sqrt {1-x^{2}}}}=0\quad {\text{se }}n\neq m.}
Questo succede perché (ponendo {\displaystyle x=\cos \theta })
{\displaystyle \int _{0}^{\pi }\cos(n\theta )\cos(m\theta )\,d\theta =0\quad {\text{se }}n\neq m.}
Come per le altre successioni di polinomi ortogonali, anche i polinomi di Čebyšëv possono essere definiti a partire da funzioni generatrici. Un esempio di una tale funzione generatrice è
{\displaystyle \sum _{n=0}^{\infty }T_{n}(x)t^{n}={\frac {1-tx}{1-2tx+t^{2}}}.}
I polinomi di Čebyšëv sono ampiamente utilizzati nell'area della approssimazione numerica.